# Enisella turcica
Enisella turcica är en kvalsterart som beskrevs av Nusret Ayyildiz och Malcolm Luxton 1989. Enisella turcica ingår i släktet Enisella och familjen Epimerellidae. Inga underarter finns listade i Catalogue of Life.